# Culto Cult Kultus Culte
Culto Cult Kultus Culte è il primo EP del gruppo musicale italiano Aeroplanitaliani, pubblicato dall'etichetta discografica Sugar nel 1993.

## Tracce
1. Culto, Cult, Kultus, Culte... (Original Mix)
2. Culto, Cult, Kultus, Culte... (The Remix)
3. Piccoli Pericoli (Hip Bone Mix)
4. Culto, Cult, Kultus, Culte... (Instrumental)
5. Bonus Beat